# Polonia Czerniowce
Polonia Czerniowce – rumuński klub piłkarski z siedzibą w Czerniowcach, założony w grudniu 1907 przez mniejszość polską. Rozwiązany podczas II wojny światowej.

## Historia
Chronologia nazw:
- 1907—1909: KS Sarmatia Czerniowce
- 1910—1912: BASK Czerniowce (niem. Bukowinaer Allgemeiner Sportklub Czernowitz)
- 1912—1914: KS Dorost Sokoły Czerniowce
- 1914—1919: KS Viktoria Czerniowce
- 1919—1935: KS Polonia Czerniowce
- 1935—1940: KS Wawel Czerniowce

Piłkarska drużyna Sarmatia została założona w Czerniowcach w 1907 przez przedstawicieli polskiej mniejszości. W 1909 została rozwiązana a w 1910 przywrócona aby przystąpić do klubu BASK Czerniowce. W 1912 piłkarska drużyna odeszła od BASK-u, aby utworzyć własny klub Dorost Sokoły Czerniowce. W 1914 polski klub sportowy został przemianowany na Viktoria Czerniowce, a wiosną 1919 na Polonia Czerniowce.
Od 1919 zespół uczestniczył w mistrzostw okręgowych Bukowiny. Według ówczesnych relacji w 1919 drużyna zdobyła mistrzostwo Bukowiny. Była także dominującym zespołem w trakcie kolejnego sezonu. Z uwagi na trudności paszportowe zespół do 1920 nie mógł rozgrywać meczów z klubami polskimi.
W sezonie 1921/1922 został mistrzem okręgu i tym samym wziął udział w finale Mistrzostw Rumunii, gdzie przegrał w pierwszej rundzie. W następnym sezonie zespół powrócił do rozgrywek Mistrzostw Bukowiny i ponownie jako mistrz okręgu wziął udział w turnieju finałowym, przegrywając ponownie w pierwszej rundzie. Kolejne mistrzostwo zdobył w sezonie 1927/1928, ale został pokonany w finale turnieju Mistrzostw Rumunii. W następnych latach wyniki były słabe i klub spadł w 1933 do drugiej ligi okręgowej, ale już w następnym sezonie zdobył pierwszeństwo w lidze II i powrócił do I ligi.
W październiku 1935 klub zmienił nazwę na Wawel Czerniowce. W 1938 zespół został zdegradowany do drugiej ligi okręgu czerniowieckiego.
W 1940 z radziecką inwazją na Bukowinę klub został rozwiązany.

## Sukcesy
- mistrz ligi okręgowej Czerniowce: 1921, 1923, 1928

W latach 1921, 1923 i 1928 klub wygrał trzykrotnie ligę okręgową i zakwalifikował się do rozgrywek finałowych o mistrzostwo Rumunii.

## Stadion
Początkowo klub nie posiadał własnego stadionu. Do 1914 rozgrywał swoje mecze na Horeczaer Wiese i Roscher Wiese. W 1919 otworzono Stadion o nazwie Boisko Polskie. Rekordową kulisą było 5.000 widzów podczas meczu towarzyskiego drużyny miasta z Hakoah Wiedeń 1:12 (1:4) w 1921. Od 1935 do 1940 klub rozgrywał mecze na boiskach Jahnplatz, Makkabiplatz i boisku Dragoș-Vodă.

## Znani piłkarze
W Polonii Czerniowce grali m.in. dwaj bracia Micińscy, byli piłkarze Czarnych Lwów, m.in. Dobrowolski.
- Stanislaw Micinski – reprezentant Rumunii,
- Kazimierz Micinski,
- Iosif Klein.